# Juglans nigra
Juglans nigra, el nogal negro americano, es un árbol juglandáceo, pariente del nogal común. Especie muy extendida en Norteamérica, también se cultiva ampliamente por el sur de Europa, el Sur de  Sudamérica y Asia oriental.

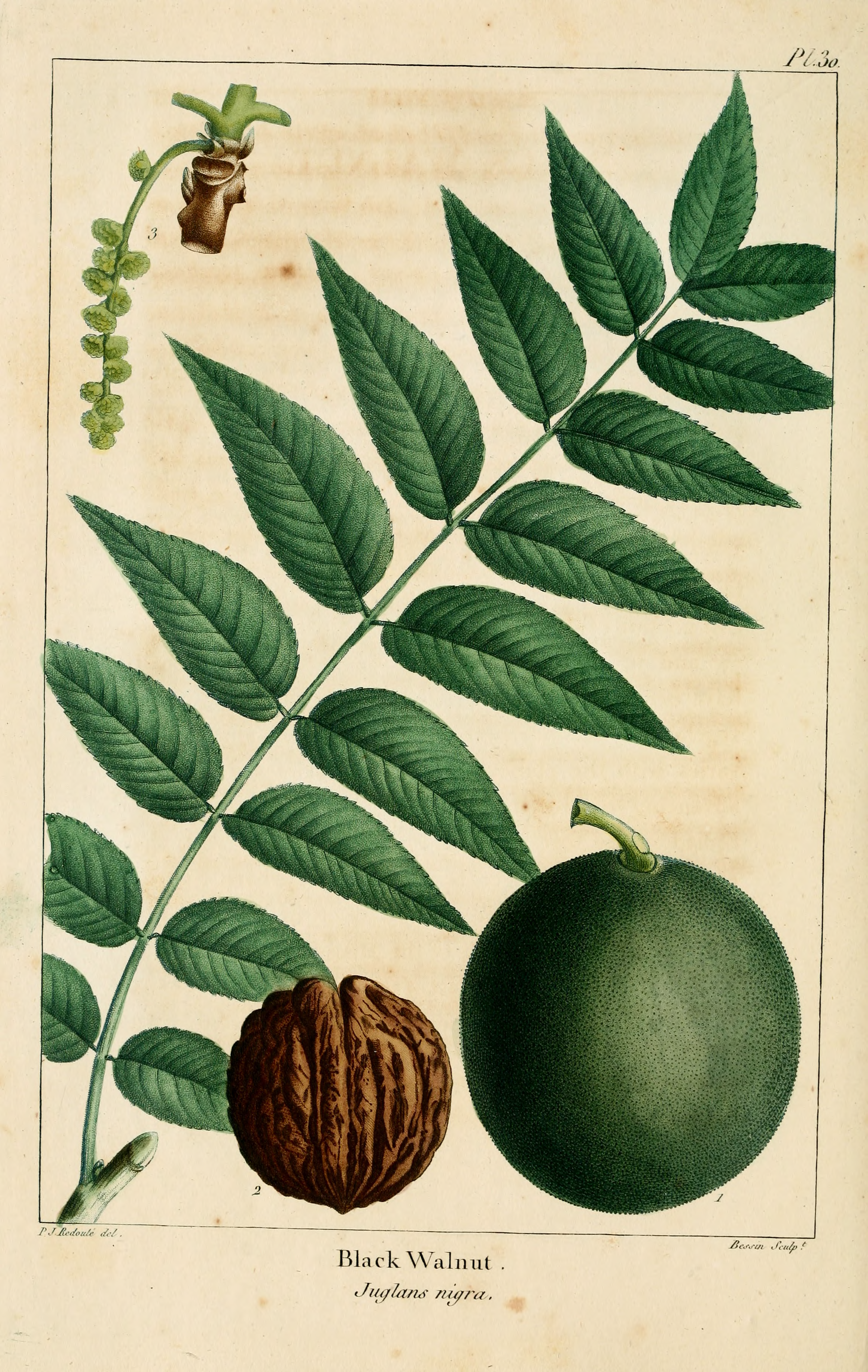
Ilustración

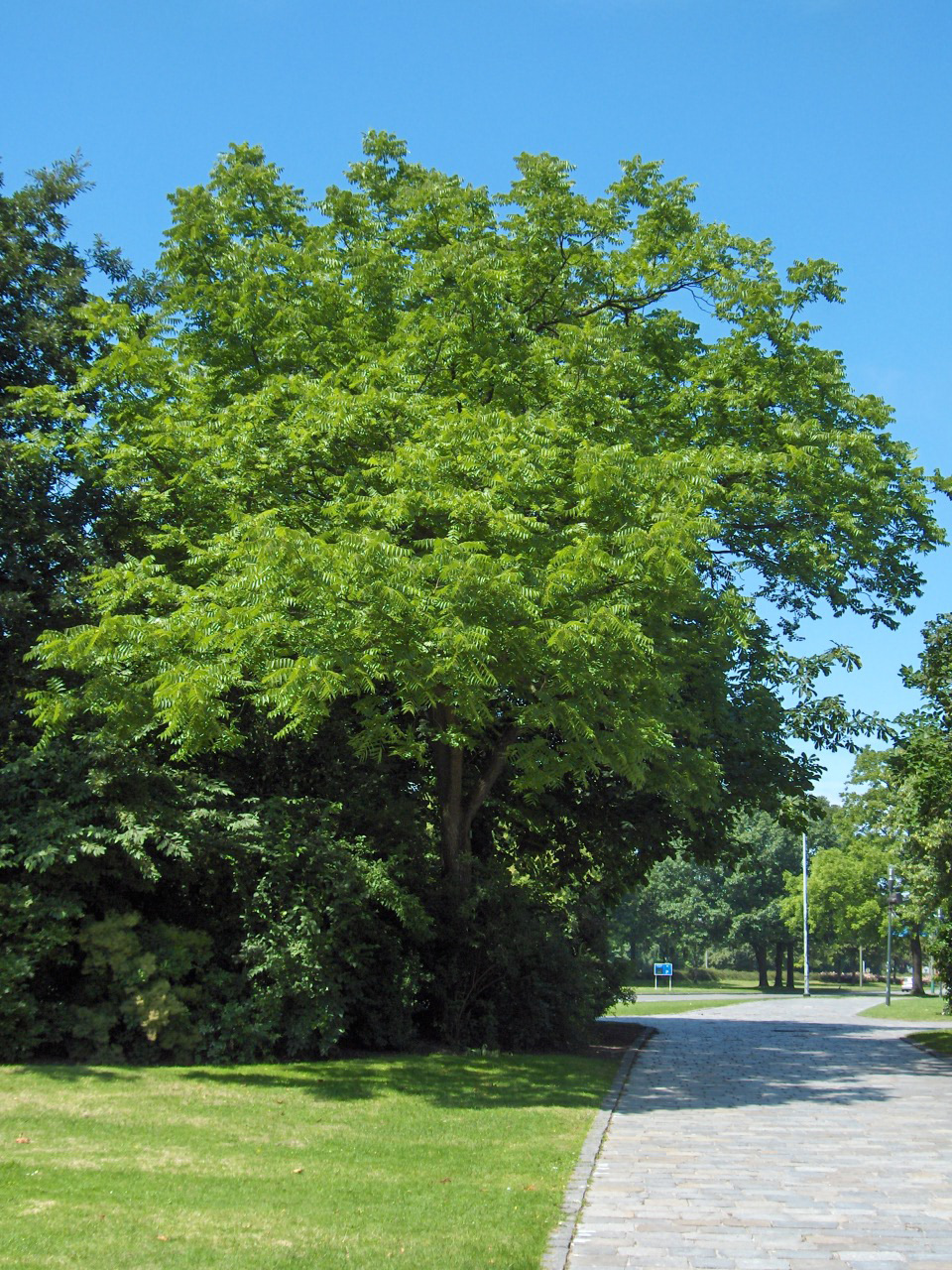
Vista del árbol

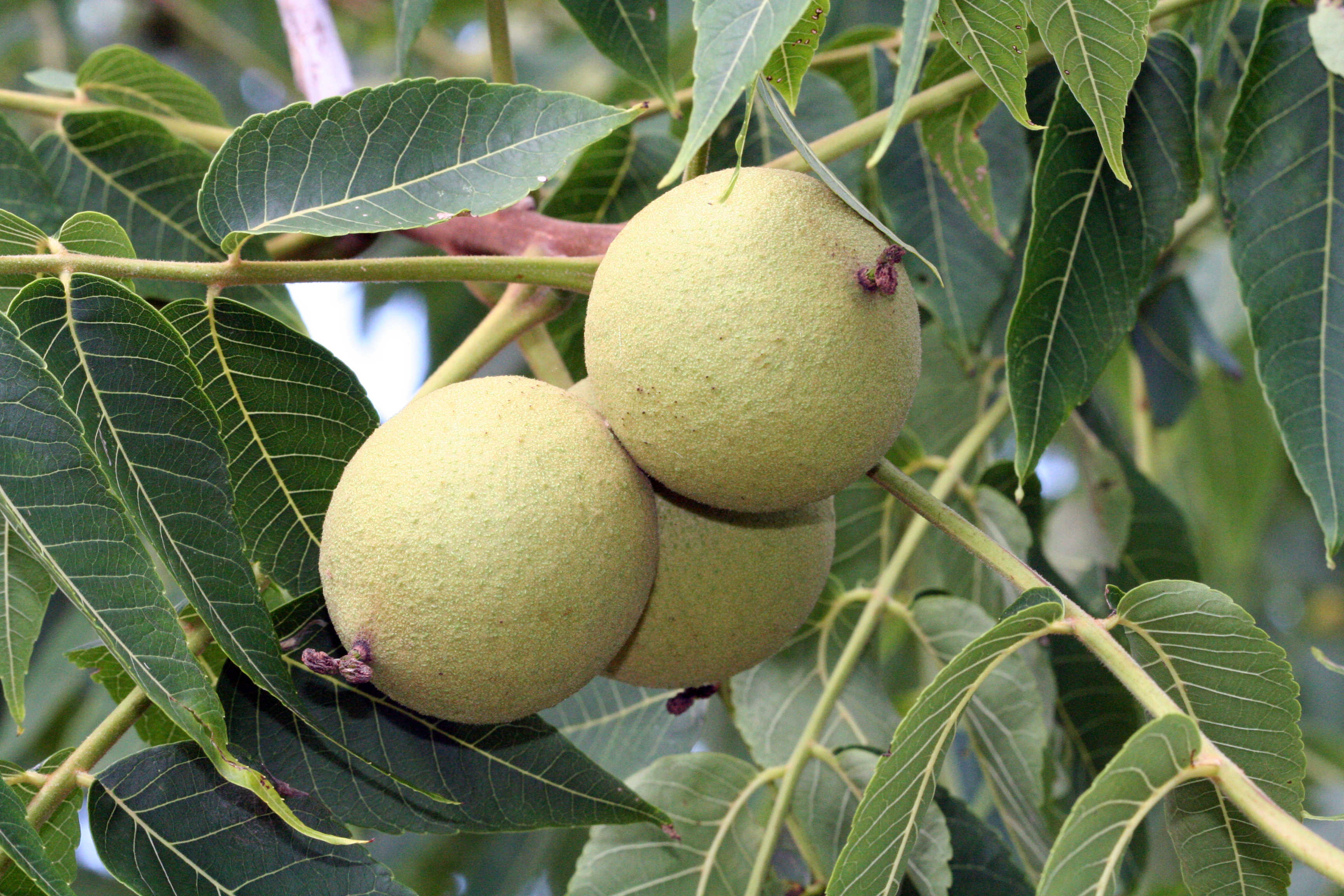
Frutos en el árbol

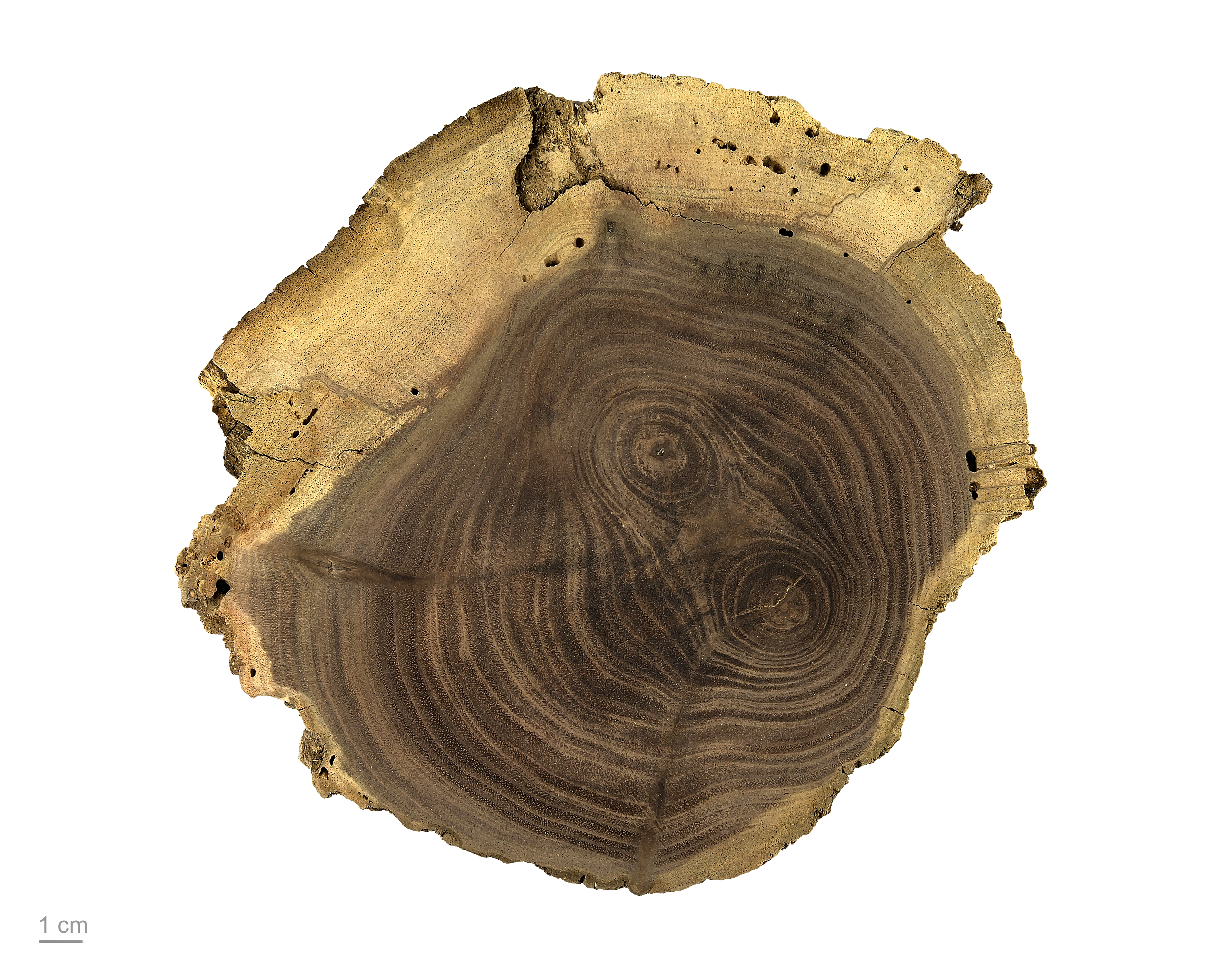
Juglans nigra - MHNT

## Descripción
Es un árbol monoico, caducifolio, que llega a alcanzar hasta 45 m de altura formando una copa ancha y abierta.
El tronco es recto y con corteza marrón o casi negra muy surcada. Las hojas, verde amarillentas, se disponen de forma alterna (pueden llegar a medir 0,5 m de longitud) y están formadas por entre 15 y 23 foliolos, cada uno de ellos de forma oval-lanceolada con bordes finamente aserrados. 
Las flores masculinas son amentos de 8-10 cm de largo, mientras que las femeninas surgen en racimos de dos a cinco, madurando en otoño hasta formar un fruto drupáceo en trima de envoltura -no derivada del ovario pero del involucro- semi-carnosa marrón verdosa, indehiscente, con una nuez corrugada en su interior.

## Usos y cultivo
El nogal negro fue introducido en Europa en 1629 donde se cultiva como ornamental y, en muchas regiones, se realiza su cultivo industrialmente por la alta calidad de su madera: densa, dura y fuerte, empleándose en ebanistería. 
Es más resistente a las heladas que su pariente el nogal común juglans regia, pero donde mejor prolifera es en las regiones templadas y de suelos fértiles con altos niveles de pluviosidad.

Aunque las nueces son también comestibles, son más pequeñas y de cáscara extremadamente dura.
Esta especie, como todas las de la familia Juglandaceae, produce una sustancia tóxica o alelopática para otras plantas, la juglona , que interfiere su desarrollo normal, causando el amarilleamiento y marchitamiento del follaje. Esto ha creado la creencia de que nada puede crecer bajo él. Sin embargo, hay muchas variedades de plantas que sí prosperan. 

El extracto concentrado de su cáscara se usa como desparasitante en medicina biológica.
Cultivo
Plantaciones de nogal negro se pueden sembrar para producir madera, frutos secos, o ambas madera y frutos secos. Se seleccionaron árboles patentados de tipo madera y creados de la Universidad de Purdue a principios de 1990. Estos árboles han sido cultivados esporádicamente en los viveros. Las variedades incluyen Purdue # 1, que puede ser utilizado tanto para la madera y la producción de nueces, aunque la calidad de la nuez es pobre en comparación con las variedades seleccionadas específicamente como productores de frutos secos.
Follaje otoñal
Injertados, los nogales productores están disponibles en varios viveros que operan en  Estados Unidos. Varias variedades más antiguas, como Kwik Krop, se encuentran todavía en el cultivo; mientras hacen nueces decentes, que no serían recomendables para la siembra comercial. J. nigra también se cultiva como árbol ornamental en parques y grandes jardines, creciendo hasta los 30 m  de alto por 20 m de ancho. Ha ganado la Award of Garden Merit de la Royal Horticultural Society.
Alimentación
Las nueces de nogal negro se encuentran comercialmente en los Estados Unidos. Los frutos secos proporcionan un sabor distintivo como ingrediente alimentario. Usos populares incluyen helados, productos de panadería y productos de confitería. Los consumidores consumen las nueces  en golosinas tradicionales, tales como pasteles, galletas, dulce de azúcar, y las empanadas, durante la temporada de vacaciones de otoño. El perfil nutricional de los frutos secos 'conduce a usos en otros alimentos, como ensaladas, pescado, carne de cerdo, pollo, verduras y platos de pasta.
Nutricionalmente es similar a la más suave del sabor del nogal inglés, el núcleo de nogal negro es rico en grasas insaturadas y proteínas. Un análisis de aceite de nuez  mostraron que el ácido graso más prevalente en J. nigra es  ácido linoleico (27,80 a 33,34 g / 100 g ), seguido (en las mismas unidades) por ácido oleico (14,52-24,40), ácido linolénico (1,61 a 3,23), ácido palmítico (1,61 a 2,15), y ácido esteárico. (1,07-1,69).
Tinte
Drupas de nogal negro contienen juglona  (5-hidroxi-1,4-naftoquinona), plumbagina (pigmentos amarillos de quinona) y tanino. Estos compuestos producen nueces que manchan coches, aceras, porches y patios, además de las manos de cualquiera que trate cogerlos. El tinte de color marrón-negro fue utilizado por los colonos americanos  para teñir el cabello. Según Árboles del Este en la serie Guía Petersen, las nueces negras hacen un tinte de color marrón amarillento, no de color marrón-negro. La aparente confusión se explica fácilmente por el hecho de que el líquido (colorante) obtenida a partir de la cáscara interior se vuelve cada vez más oscuro a través del tiempo, como la piel exterior se oscurece desde el verde claro al negro. Los extractos de la parte exterior, suave de la drupa todavía se utilizan como un colorante natural para la artesanía. Los taninos presentes en las nueces actúan como un mordiente , ayudando en el proceso de teñido, y son utilizables como una tinta o madera de mancha oscura.
Madera
La madera del nogal negro es muy apreciada por su color oscuro. Es pesada y fuerte, pero de fácil división y trabajo. Madera de nogal negro se ha utilizado históricamente para fabricar culatas, muebles, pisos, remos, ataúdes, mangos de herramientas, baquetas y una variedad de otros productos de madera. Debido a su valor, los funcionarios forestales a menudo son llamados a rastrear a los leñadores furtivos de nogal negro; en 2004, se utilizó la prueba de ADN para resolver uno de esos casos de tala furtiva, la participación de 16 m de árboles en valor de US $ 2500. El nogal negro tiene una densidad de 660 kg por metro cúbico, que hace que sea menos denso que el roble.

## Taxonomía
Juglans nigra fue descrito por Carlos Linneo y publicado en Species Plantarum 2: 997. 1753.
Etimología
Juglans; nombre genérico que procede del término latíno Juglans que deriva de Jovis glans, "bellotas de Júpiter": figuradamente, una nuez apropiada para un dios.
nigra: epíteto latíno que significa "negra.
Sinonimia
- Wallia nigra (L.) Alef.[13]